# رایان کولی
رایان کولی (انگلیسی: Ryan Cooley؛ زادهٔ ۱۸ مهٔ ۱۹۸۸) بازیگر اهل کانادا است. وی از سال ۱۹۹۸ تا ۲۰۱۵ مشغول به کار بازیگری بود و از آن پس، مدیرعامل شرکت کنراد گروپ بوده است.
از فیلم‌ها یا مجموعه‌های تلویزیونی که وی در آن‌ها نقش داشته است، می‌توان به آیا از تاریکی هراس دارید؟، به‌عجیبی مردم، تکه‌های تریسی و سریال دگراسی : نسل بعدی اشاره کرد.